# Eriopsis
Eriopsis – rodzaj roślin z monotypowego podplemienia Eriopsidinae z rodziny storczykowatych (Orchidaceae). Rodzaj obejmuje 4 gatunki występujące w Ameryce Środkowej i Ameryce Południowej w takich krajach jak: Belize, Boliwia, Brazylia, Kolumbia, Kostaryka, Ekwador, Gujana Francuska, Gujana, Gwatemala, Honduras, Panama, Peru, Surinam, Wenezuela.

## Systematyka
Rodzaj sklasyfikowany do podplemienia Eriopsidinae w plemieniu Cymbidieae, podrodzina epidendronowe (Epidendroideae), rodzina storczykowate (Orchidaceae), rząd szparagowce (Asparagales) w obrębie roślin jednoliściennych.
Wykaz gatunków
- Eriopsis altissima Lindl.
- Eriopsis amazonica Kolan. & Szlach.
- Eriopsis biloba Lindl.
- Eriopsis rutidobulbon Hook.